# Зубарев, Александр Фёдорович
Александр Фёдорович Зубарев (1906—1986) — старший сержант Рабоче-крестьянской Красной Армии, участник Великой Отечественной войны, Герой Советского Союза (1943).

## Биография
Родился в 1906 году в деревне Семёновка Бутаковской волости Тарского уезда Тобольской губернии. После окончания четырёх классов работал по найму, затем лесорубом, забойщиком, заготовителем базы «Заготскот».
В 1928—1931 годах проходил службу в Рабоче-крестьянской Красной Армии. В июне 1942 года он повторно был призван в армию. С декабря того же года — на фронтах Великой Отечественной войны. К августу 1943 года старший сержант Александр Зубарев командовал орудием 1181-го зенитного артиллерийского полка 5-й зенитной артиллерийской дивизии 7-й гвардейской армии Степного фронта. Отличился во время Курской битвы и битвы за Днепр.
2 августа 1943 года у переправы через Северский Донец в районе села Нижний Олынанец Шебекинского района Белгородской области Зубарев лично сбил вражеский бомбардировщик. 25 сентября первым переправился через Днепр в районе села Бородаевка Верхнеднепровского района Днепропетровской области Украинской ССР и, оперативно приготовив орудие к стрельбе, сбил бомбардировщик противника. 6 октября, несмотря на полученную контузию, сумел сбить ещё один бомбардировщик, ставший уже шестым на его боевом счету.
Указом Президиума Верховного Совета СССР от 26 октября 1943 года за «образцовое выполнение боевых заданий командования на фронте борьбы с немецкими захватчиками и проявленные при этом мужество и героизм» старший сержант Александр Зубарев был удостоен высокого звания Героя Советского Союза с вручением ордена Ленина и медали «Золотая Звезда» за номером 1393.
После окончания войны был демобилизован. Проживал в селе Знаменское Омской области, работал заведующим сберкассой.
Умер 22 ноября 1986 года, похоронен в Знаменском.

## Награды
- Медаль «Золотая Звезда» (26.10.1943);
- Орден Ленина (26.10.1943);
- Два ордена Отечественной войны 1 степени (14.10.1943, 11.03.1985);
- Медали, в том числе «За отвагу» (20.07.1943).